# Letiště Roudnice
Letiště Roudnice je malé veřejné vnitrostátní a neveřejné mezinárodní letiště asi 1 kilometr jihozápadně od města Roudnice nad Labem. Letiště se nachází na levém břehu řeky Labe nedaleko od hory Říp v prostoru mezi městem Roudnice nad Labem a dálnicí D8. Letiště má travnatou přistávací dráhu (druhový systém RWY). Jeho provozovatelem je Aeroklub Memorial Air Show, který zde od roku 1991 každé dva roky pořádá letecký den s názvem Memorial Air Show, v roce 2013 se zde konal již jeho 12. ročník.
Letiště primárně slouží především pro sportovní a rekreační létání, s okružními lety nad Říp, České Středohoří a Kokořínsko. Od roku 1997 je zde letecká škola na ultralehká letadla kterou založil Tomáš Panocha. Letecká škola také provozuje projekt "pilotem na zkoušku" kde je možnost vyzkoušet pilotování letadla za dozoru zkušeného pilota/instruktora.

## Okolí letiště
- pole a lesnaté remízky
- obec Kleneč
- dálnice D8 z Prahy do Lovosic